# Episodi di Schitt's Creek (prima stagione)
La prima stagione della serie televisiva Schitt's Creek, composta da 13 episodi, è stata trasmessa in Canada su CBC Television dal 13 gennaio al 31 marzo 2015.
In Italia, la stagione è stata interamente pubblicata su Mediaset Infinity il 14 luglio 2021.
| n° | Titolo originale             | Titolo italiano              | Prima TV Canada  | Prima TV Italia |
| -- | ---------------------------- | ---------------------------- | ---------------- | --------------- |
| 1  | Our Cup Runneth Over         | Il nostro calice trabocca    | 13 gennaio 2015  | 14 luglio 2021  |
| 2  | The Drip                     | La perdita                   | 13 gennaio 2015  | 14 luglio 2021  |
| 3  | Don't Worry, It's His Sister | Niente paura. È sua sorella. | 20 gennaio 2015  | 14 luglio 2021  |
| 4  | Bad Parents                  | Pessimi genitori             | 27 gennaio 2015  | 14 luglio 2021  |
| 5  | The Cabin                    | Lo chalet                    | 3 febbraio 2015  | 14 luglio 2021  |
| 6  | Wine and Roses               | Vino e rose                  | 10 febbraio 2015 | 14 luglio 2021  |
| 7  | Turkey Shoot                 | Tiro al tacchino             | 17 febbraio 2015 | 14 luglio 2021  |
| 8  | Allez-Vous                   | Trucchi piramidali           | 24 febbraio 2015 | 14 luglio 2021  |
| 9  | Carl's Funeral               | Il funerale di Carl          | 3 marzo 2015     | 14 luglio 2021  |
| 10 | Honeymoon                    | Luna di miele                | 10 marzo 2015    | 14 luglio 2021  |
| 11 | Little Sister                | La sorellina                 | 17 marzo 2015    | 14 luglio 2021  |
| 12 | Surprise Party               | Festa a sorpresa             | 24 marzo 2015    | 14 luglio 2021  |
| 13 | Town for Sale                | Città in vendita             | 31 marzo 2015    | 14 luglio 2021  |